# Kevin Berry
Kevin John Berry (Sídney, 10 de abril de 1945-Sídney, 7 de diciembre de 2006) fue un nadador australiano especializado en pruebas de estilo mariposa, donde consiguió ser campeón olímpico en 1964 en los 200 metros.

## Carrera deportiva
En los Juegos Olímpicos de Tokio 1964 ganó la medalla de oro en los 200 metros estilo mariposa, con un tiempo de 2:06.6 segundos que supuso un nuevo récord del mundo, por delante de los estadounidenses Carl Robie y Fred Schmidt. En cuanto a las pruebas por equipo, ganó el bronce en los relevos de 4x100 metros estilos, tras Estados Unidos y el Equipo Unificado Alemán.